# حسین‌آباد سرکان
حسین‌آباد سرکان، روستایی از توابع بخش خزل شهرستان نهاوند در استان همدان ایران است.

## جمعیت
این روستا در دهستان سلگی قرار دارد و براساس سرشماری مرکز آمار ایران در سال ۱۳۹۵، جمعیت آن ۸۹ نفر (۳۰خانوار) بوده‌است.